# Pseudoclithria adusta
Pseudoclithria adusta är en skalbaggsart som beskrevs av Oliver Erichson Janson 1889. Pseudoclithria adusta ingår i släktet Pseudoclithria och familjen Cetoniidae. Inga underarter finns listade i Catalogue of Life.